# Łasin
Łasin (duits: Lessen) is een stad in het Poolse woiwodschap Koejavië-Pommeren, gelegen in de powiat Grudziądzki. De oppervlakte bedraagt 4,76 km², het inwonertal 3271 (2005).

## Verkeer en vervoer

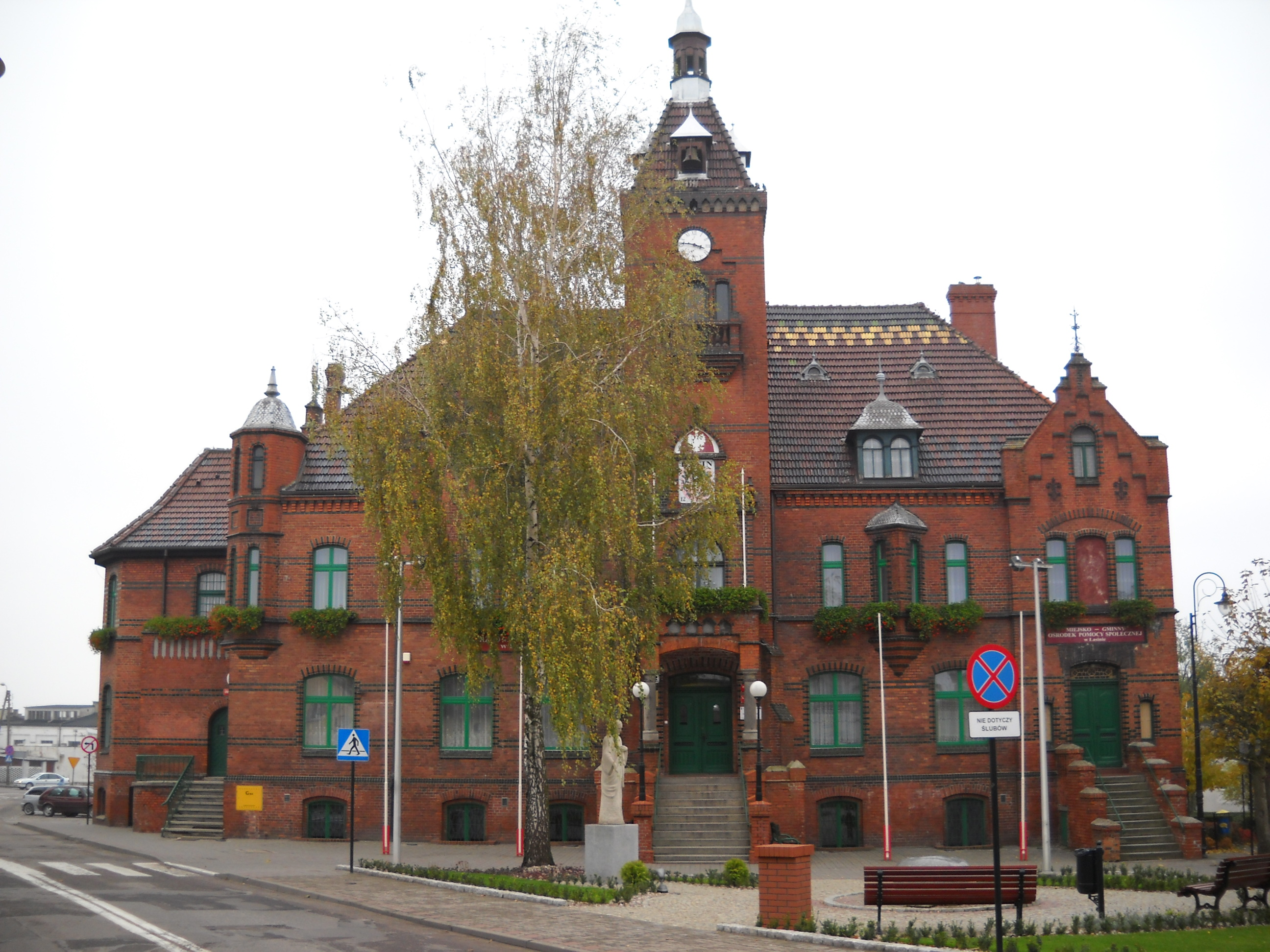
Łasin

- Station Łasin